# بالته‌جی
بالته‌جی (جمع: بالته‌جی‌لر، به معنی "تبرداران") که بالطه‌جی و تبردار هم نامیده می‌شد، گروهی از نگهبانان کاخ در امپراتوری عثمانی از قرن پانزدهم تا اوایل قرن نوزدهم بودند.

## تاریخچه
پیشینهٔ بالته‌جی‌ها که در  زبان عثمانی با عنوان فارسی «تبرداران» نیز شناخته می‌شدند، به روزهای اولیه امپراتوری عثمانی بازمی‌گردند: آنها از طریق نظام دَوشیرمه استخدام می‌شدند و به عنوان مهندسان نظامی و پیش‌قراولان سپاه عثمانی خدمت می‌کردند. با این حال، در اوایل قرن پانزدهم، تعدادی از آنها به عنوان نگهبانان در کاخ سلطان در ادیرنه مستقر شدند. پس از سقوط قسطنطنیه و تأسیس کاخ‌های مختلف در پایتخت جدید، شرکت‌های جداگانه‌ای از بالته‌جی‌ها برای خدمت در هر کاخ ایجاد شد: کاخ قدیمی یا اسکی‌سرای، کاخ جدید یا کاخ طوپقاپو، کاخ گالاتا و کاخ ابراهیم پاشا.  

## وظایف
از آنجایی که کاخ طوپقاپو اقامتگاه اصلی امپراتوری عثمانی بود، مردان شرکت بالته‌جی آن دارای جایگاه ویژه‌ای بودند: در حالی که مردان شرکت‌های دیگر پس از مدتی خدمت در هنگ‌های پیاده‌نظام ینی‌چری ثبت‌نام می‌شدند، مردان کاخ طوپقاپو امتیاز ثبت‌نام در هنگ‌های سواره‌نظام سپاهی و سلاحدار را داشتند. بالته‌جی‌های طوپقاپو تحت فرماندهی یک کدخدا بودند که تحت اختیار سلاحدار آغا، بود. این شرکت همچنین مسئول تأمین هیزم برای حرم امپراتوری بود. برای جلوگیری از دیدن ناخواسته زنان حرمسرا، بالته‌جی‌ها با چشم‌بندهای مخصوص از پارچه یا تور و کت‌های یقه‌بلند پوشیده می‌شدند، از این رو به آنها «تبردارهای چشم‌بنددار» (زولوفلو بالته‌جی‌لر) می‌گفتند. علاوه بر این، دوازده افسر زیردست (کالفا) شرکت کاخ طوپقاپو که به دلیل سوادشان انتخاب شده بودند، وظایف تشریفاتی را انجام می‌دادند: آنها تخت سلطان را در مراسم تاج‌گذاری و سایر جشن‌ها می‌آوردند، از پرچم مقدس پیامبر در جنگ محافظت می‌کردند و در عین حال آیات قرآن می‌خواندند، از وسایل زنان حرمسرا هنگام نقل مکان دربار از طوپقاپو در تابستان محافظت می‌کردند و پس از قرن هفدهم، با ارائه شربت، گلاب و بخور به خطیبان در مسجد سلطان احمد در روز تولد پیامبر. بالته‌جی‌های بیشتری از دستهٔ طوپقاپو نیز به مقامات ارشد کاخ وابسته بودند، در حالی که دو کالفا از این گروه به عنوان سرآشپز آشپزخانه امپراتوری خدمت می‌کردند.  
شرکت نگهبان کاخ قدیمی که پس از ساخت طوپقاپو به محل اقامت مادران سلطان‌ها تنزل یافت، در ابتدا تحت نظر قاپی آغا بود، اما پس از قرن هفدهم تحت نظر قیزلار آغا بود. قیزلار آغا اغلب از اعضای تحصیل‌کرده دستهٔ بالته‌جی کاخ قدیمی به عنوان دبیر شخصی یا منشی در اداره وقف‌های مقدس استفاده می‌کرد. دیگر اعضای این شرکت به عنوان قهوه‌چی‌های ارشد (قهوه‌جی‌باشی) به والده‌سلطان‌ها و شاهزاده‌خانم‌های مختلف منصوب می‌شدند.  

## نظام دَوشیرمه و بالته‌جی
تا اواسط قرن هفدهم، شرکت‌های بالته‌جی دیگر از سربازان دوشیرمه (عجمی‌اُغلان) جذب نمی‌شدند، بلکه عمدتاً از مسلمانان آناتولی و گاهی اوقات از اقوام خادمان کاخ بودند. در سال ۱۶۷۵، کاخ‌های گالاتا و ابراهیم پاشا تعطیل شدند و شرکت‌های بالته‌جی آنها منحل شدند. سلطان مصطفی سوم (حکومت ۱۷۵۷–۱۷۷۴) نیز دستهٔ طوپقاپو را لغو کرد، اما توسط جانشینش، عبدالحمید اول (حکومت ۱۷۷۴–۱۷۸۹)، احیا شد و تا زمان بازسازی کل کاخ در جریان اصلاحات سلطان محمود دوم (حکومت ۱۸۰۸–۱۸۳۹) باقی ماند.  
چندین عضو این گروه به مقام صدراعظم رسیدند، مانند محمد پاشای بالته‌جی و داماد ابراهیم پاشای نوشهری.  